# Синицыно (Крым)
Сини́цыно (до 1948 года Бара́к; укр. Синицине, крымскотат. Baraq, Баракъ) — село в Кировском районе Республики Крым, центр Синицынского сельского поселения (согласно административно-территориальному делению Украины — Синицынского сельского совета Автономной Республики Крым).

## Население
| 2001 | 2014  |
| ---- | ----- |
| 1424 | ↘1142 |

Всеукраинская перепись 2001 года показала следующее распределение по носителям языка
| Язык             | Процент |
| ---------------- | ------- |
| русский          | 61.17   |
| крымскотатарский | 26.12   |
| украинский       | 11.17   |
| другие           | 0.7     |

### Динамика численности
| - 1805 год — 67 чел. - 1864 год — 35 чел. - 1889 год — 355 чел. - 1892 год — 41 чел. - 1902 год — 28 чел. - 1904 год — 35 чел. - 1911 год — 61 чел. - 1915 год — 77 чел. | - 1926 год — 299 чел. - 1939 год — 645 чел. - 1974 год — 907 чел. - 1989 год — 1447 чел. - 2001 год — 1424 чел. - 2009 год — 1379 чел. - 2014 год — 1142 чел. |

## Современное состояние
На 2017 год в Синицыно числится 9 улиц; на 2009 год, по данным сельсовета, село занимало площадь 198 гектаров на которой проживало 1379 человек. На территории села действуют средняя общеобразовательная школа и детский сад № 16 «Алёнушка», сельский Дом культуры, постройки 1982 года особенный по своему архитектурному строению, фельдшерско-акушерский пункт, отделение почты России, храм священномученика Василия, епископа Херсонесского. Синицыно связано автобусным сообщением с райцентром и соседними населёнными пунктами.

## География
Синицыно — село в центре района, в степном Крыму, в низовье реки Субаш, у впадения в неё правого протока Кхоур-Джилга, высота центра села над уровнем моря — 12 м. Ближайшие населённые пункты: — Красновка в 3,5 км на северо-восток и райцентр Кировское — примерно в 5 километрах (по шоссе) на юго-запад, там же ближайшая железнодорожная станция — Кировская (на линии Джанкой — Феодосия). Транспортное сообщение осуществляется по региональным автодорогам 35Н-208 Кировское — Синицыно, 35Н-200 Синицыно — Красновка и 35Н-199 Синицыно — Васильковое (по украинской классификации — С-0-10519, С-0-10511 и С-0-10510).

## История
Первое документальное упоминание села встречается в Камеральном Описании Крыма… 1784 года, судя по которому, в последний период Крымского ханства Барак входил в Старо-Крымский кадылык Кефинского каймаканства. После присоединения Крыма к России (8) 19 апреля 1783 года, (8) 19 февраля 1784 года, именным указом Екатерины II сенату, на территории бывшего Крымского Ханства была образована Таврическая область и деревня была приписана к Левкопольскому, а после ликвидации в 1787 году Левкопольского — к Феодосийскому уезду Таврической области. После Павловских реформ, с 1796 по 1802 год, входила в Акмечетский уезд Новороссийской губернии. По новому административному делению, после создания 8 (20) октября 1802 года Таврической губернии, Барак был включён в состав Парпачской волости Феодосийского уезда.
По Ведомости о числе селений, названиях оных, в них дворов… состоящих в Феодосийском уезде от 14 октября 1805 года, в деревне Борак числилось 13 дворов и 67 жителей. На военно-топографической карте генерал-майора Мухина 1817 года деревня Барак также обозначена с 13 дворами. После реформы волостного деления 1829 года Барак, согласно «Ведомости о казённых волостях Таврической губернии 1829 года», отнесли к Агерманской волости (переименованной из Парпачской). На карте 1836 года в деревне 17 дворов. Затем, видимо, вследствие эмиграции крымских татар в Турцию, деревня опустела и на карте 1842 года Барак обозначен условным знаком «малая деревня», то есть, менее 5 дворов.
В 1860-х годах, после земской реформы Александра II, деревню приписали к Арма-Элинской волости. Согласно «Памятной книжке Таврической губернии за 1867 год», деревня Барак была покинута жителями в 1860—1864 годах, в результате эмиграции крымских татар, особенно массовой после Крымской войны 1853—1856 годов, в Турцию и представляла собой пустое место, а, согласно «Списку населённых мест Таврической губернии по сведениям 1864 года», составленному по результатам VIII ревизии 1864 года, Барак — ужевладельческая русская деревня с 10 дворами и 35 жителями при источнике Субаш. По обследованиям профессора А. Н. Козловского начала 1860-х годов, в селении «имелось достаточное количество пресной воды» из колодцев глубиною не более 1,5 сажени (менее 3 м). На трёхверстовой карте Шуберта 1865—1876 года в деревне Барак обозначено 13 дворов.

Согласно энциклопедическому словарю «Немцы России» деревня была заселена крымскими немцами, меннонитами и лютеранами, в 1882 году (на 5015 десятинах земли). В 1888 году в Бараке была открыта начальная немецкая школа (со сроком обучения 7 лет). Преподавались Закон Божий, немецкий и русский языки, арифметика, география, чистописание, черчение, пение. В 1891 году в школе обучалось 3 мальчика и 7 девочек. По «Памятной книге Таврической губернии 1889 года», по результатам Х ревизии 1887 года, в деревне Барак, уже Владиславской волости, числилось уже 37 дворов и 355 жителей — происхождение этих данных непонятно, поскольку по «…Памятной книжке Таврической губернии на 1892 год» в деревне Барак, входившей в Унгутское сельское общество, числилось 37 жителей в 1 домохозяйстве, а в не входившем в сельское общество Бараке — 4 безземельных. На верстовой карте Крыма 1896 года в селении обозначено 11 дворов с немецким населением. В 1896 году при селении отцом и сыном (Вильгельм Алоизович и Вильгельм Вильгельмович) Губер вместе с Конрадом Христиановичем Раппоом, Яковом Ивановичем Люзе и братьсми Андреем и Христианом Нус было открыто мукомольное предприятие. Паровая мельница могла перерабатывать до 500 пудов в сутки и изготавливать муку I, II и III сортов. По «…Памятной книжке Таврической губернии на 1902 год» в деревне Барак числилось 28 жителей в 9 домохозяйствах, по словарю «Немцы России» в 1904 году жителей было 35, в 1911 — 61. На 1914 год в селении действовало немецкое земское училище. По Статистическому справочнику Таврической губернии. Ч.II-я. Статистический очерк, выпуск пятый Феодосийский уезд, 1915 год, в деревне Барак Владиславской волости Феодосийского уезда числилось 10 дворов (все дворы с землёй) с немецким населением в количестве 77 человек приписных жителей, из которых 37 мужчин и 40 женщин. Жители владели 4941 десятинами удобной земли. В хозяйствах имелось 202 лошади, 328 волов, 98 коров и 1828 голов овец, свиней, или коз. Согласно списку 1915 года «…русских подданных из австрийских, венгерских или германских выходцев» землевладельцев, опубликованном в газете «Таврические губернские ведомости» в апреле 1915 года, при деревне Барак значатся крымские немцы: Бадер Гавриил Антонович, имевший 3 десятины земли. Семья Губер: Андреас Вильгельмович — 1 дес., Вильгельм Иоганнович — 337 дес., Генрих Алоизович — 439 дес.; семья Лизе — Иоганнес Петрович — 281 дес., Леонгард Генрихович и Эдгард Генрихович — по 109 дес. Семья Нусс: Андреас Андреасович — 369 дес., Христиан Андреасович — 298 дес., Лидия Христиановна — 114 дес. и Эмма Яковлевна — 48 дес. И семья Рапп: Елена Христиановна — 114 дес. и Рейнгольд Христианович — 455 дес..

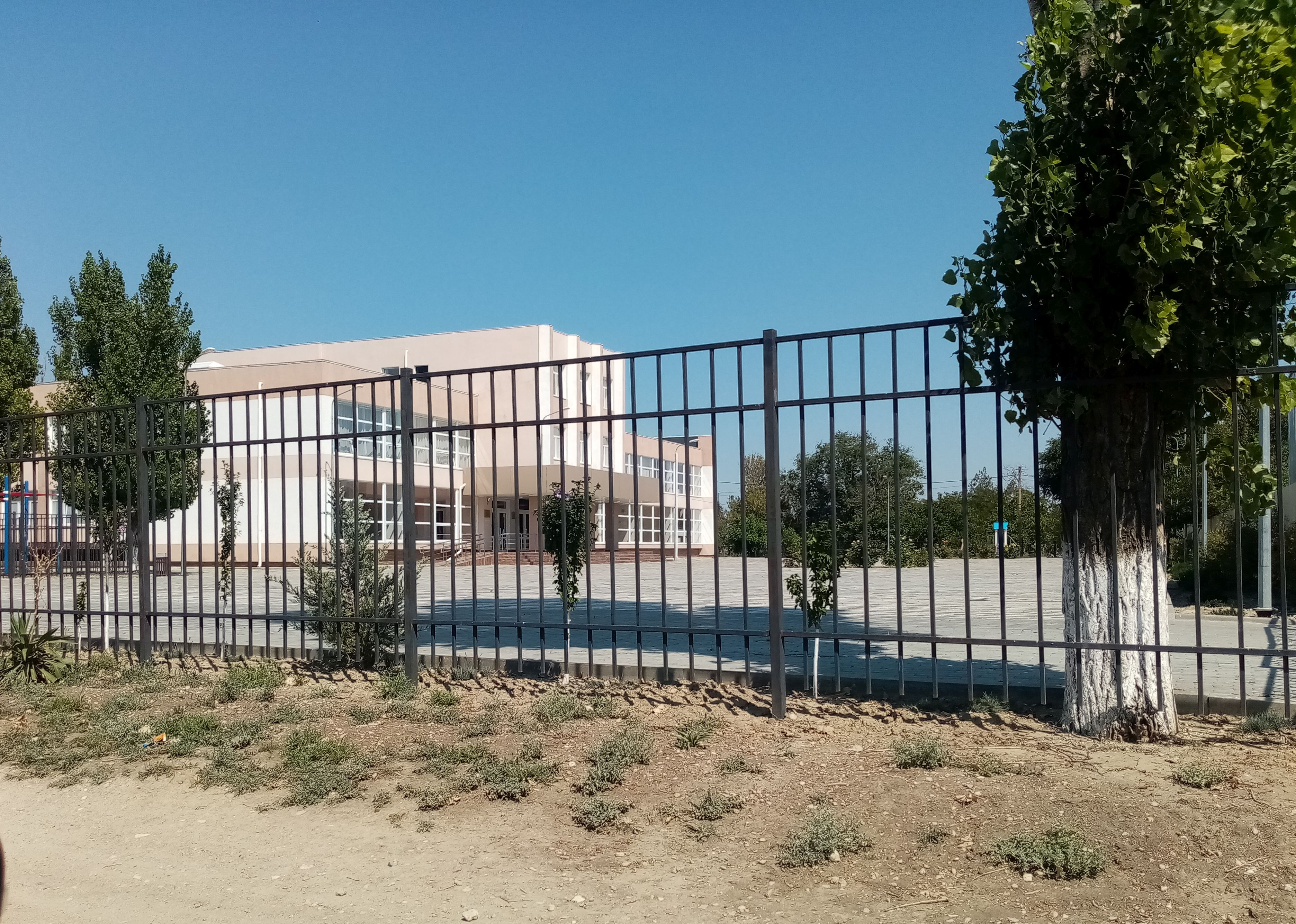
Дом культуры.
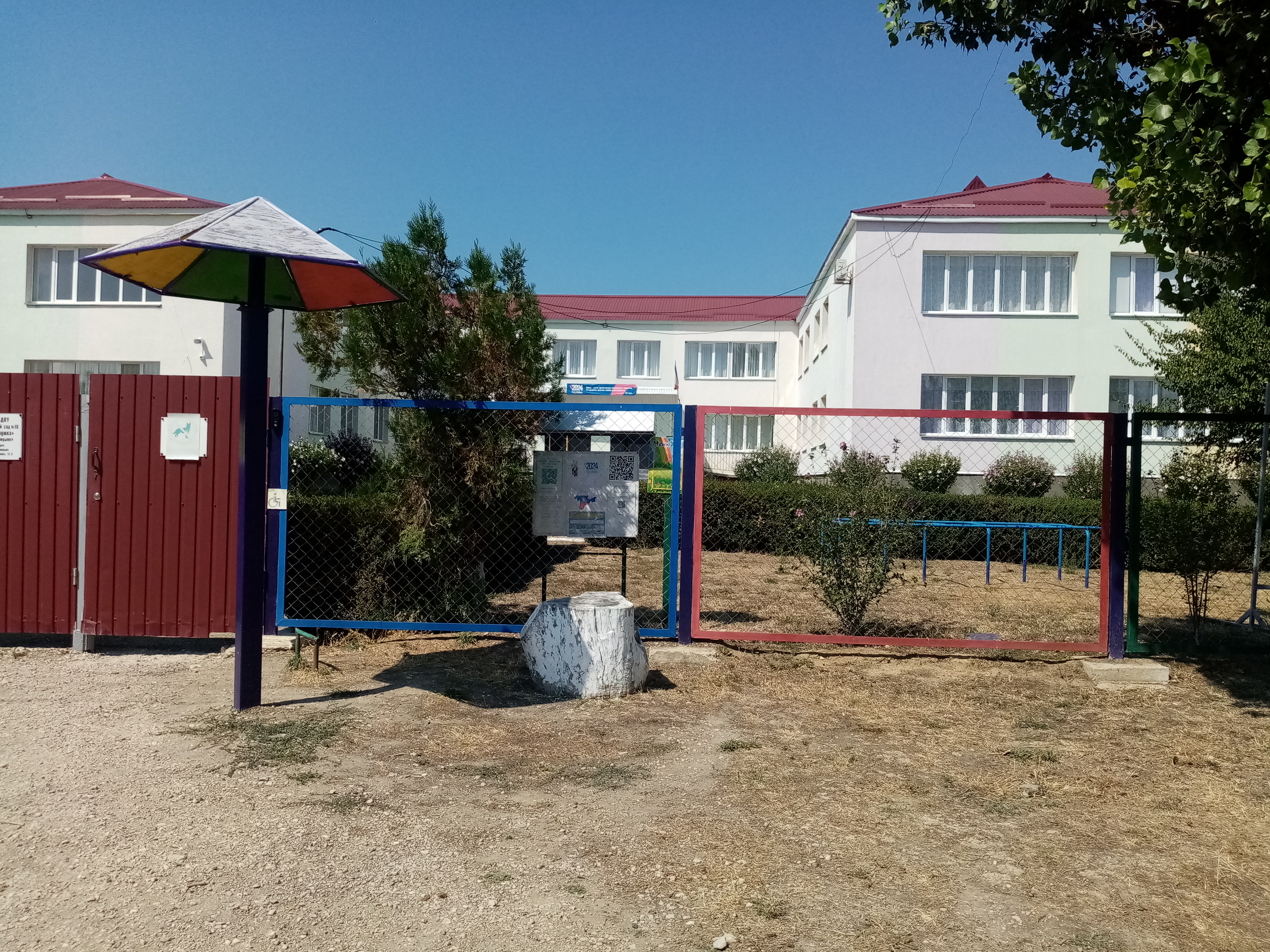
Школа.
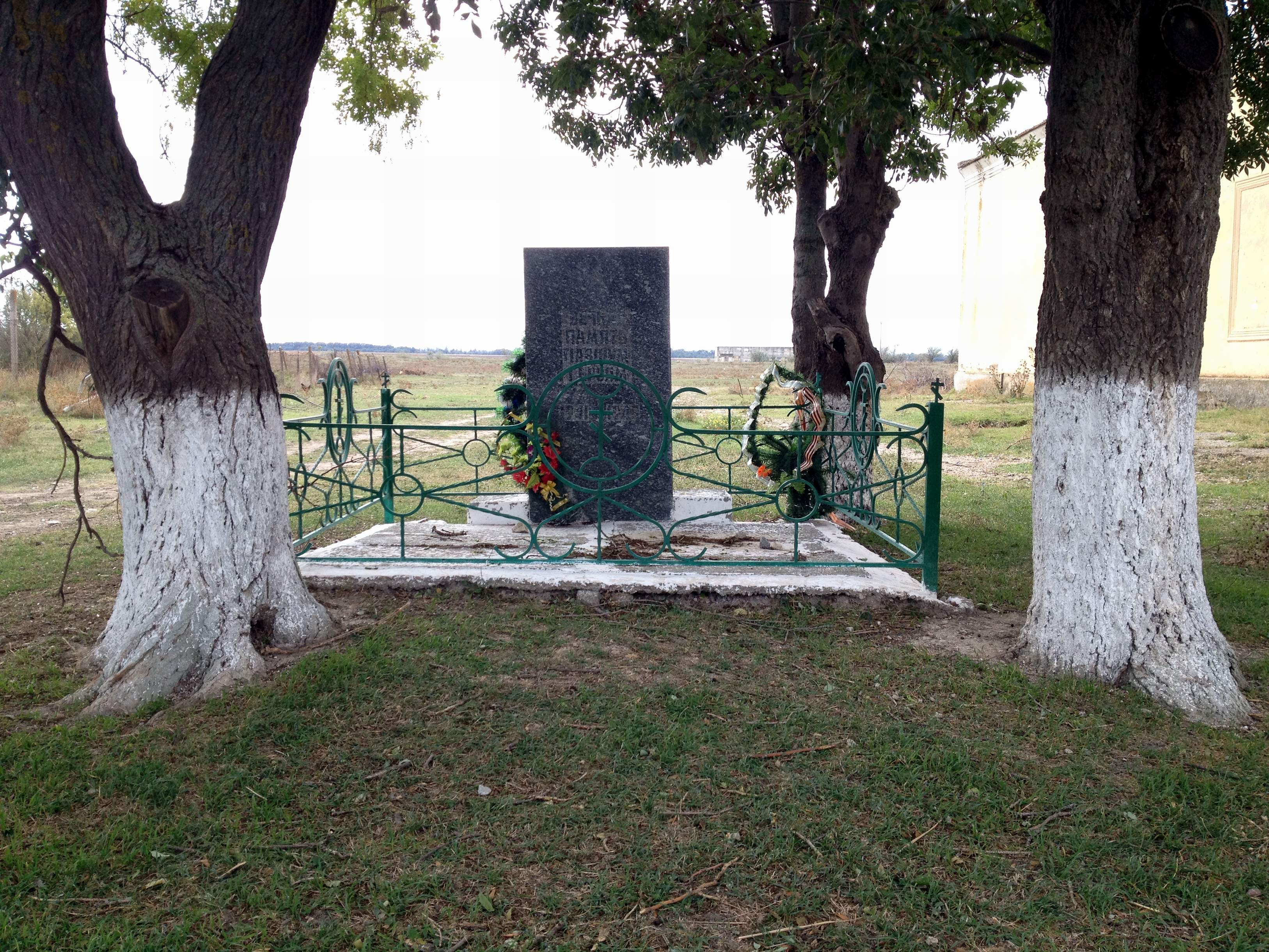
Братская могила.
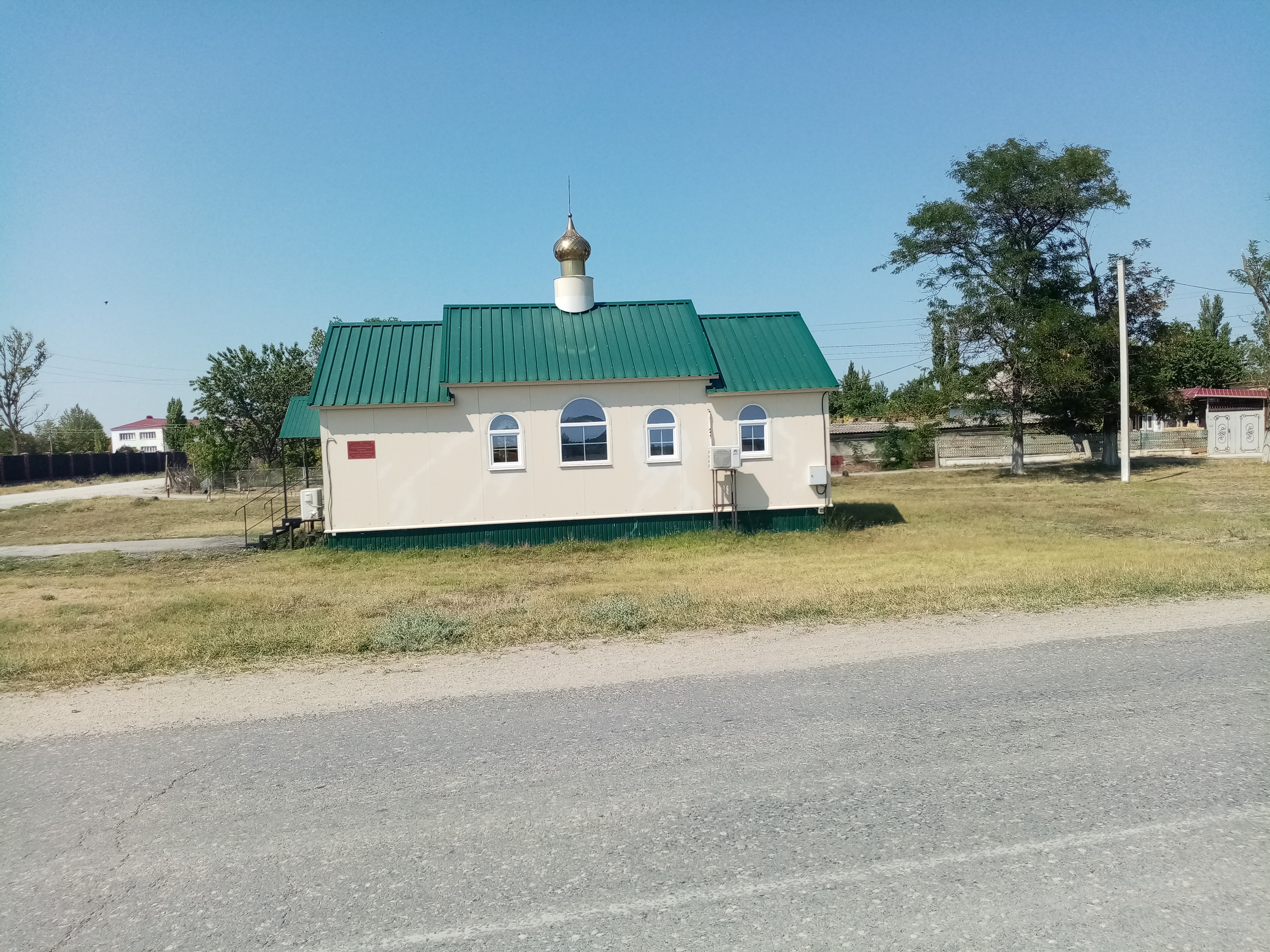
Церковь

После установления в Крыму Советской власти, по постановлению Крымревкома от 8 января 1921 года была упразднена волостная система и село вошло в состав вновь созданного Владиславовского района Феодосийского уезда, а в 1922 году уезды получили название округов. 11 октября 1923 года, согласно постановлению ВЦИК, в административное деление Крымской АССР были внесены изменения, в результате которых округа ликвидировались и Владиславовский район стал самостоятельной административной единицей. Декретом ВЦИК от 04 сентября 1924 года «Об упразднении некоторых районов Автономной Крымской С. С. Р.» в октябре 1924 года район был преобразован в Феодосийский и село включили в его состав. Согласно Списку населённых пунктов Крымской АССР по Всесоюзной переписи 17 декабря 1926 года, в селе Барак, Ислям-Терекского сельсовета Феодосийского района, числилось 66 дворов, из них 33 крестьянских, население составляло 299 человек, из них 204 немца, 78 русских, 10 армян, 6 болгар, 1 записан в графе «прочие», действовала русско-немецкая школа I ступени (пятилетка). Постановлением ВЦИК «О реорганизации сети районов Крымской АССР» от 30 октября 1930 года из Феодосийского района был выделен (воссоздан) Старо-Крымский район (по другим сведениям 15 сентября 1931 года) и село включили в его состав, а, с образованием в 1935 году Кировского — в состав нового района. По данным всесоюзной переписи населения 1939 года в селе проживало 645 человек. Вскоре после начала Великой Отечественной войны, 18 августа 1941 года крымские немцы были выселены, сначала в Ставропольский край, а затем в Сибирь и северный Казахстан.
Во время Великой Отечественной войны на фронтах воевал 51 житель села Барак, все награждены орденами и медалями. В январе 1942 года в районе села сражались бойцы Керченско-Феодосийской десантной операции, 10 из которых погибли и были захоронены в братской могиле. В 1944 году на могиле установили обелиск, вместо которого 9 мая 1988 года был открыт новый памятник в виде гранитной стелы. Постановлением Совета министров Республики Крым № 627 от 20 декабря 2016 года отнесённый к категории объектов культурно-исторического наследия России регионального значения.
После освобождения Крыма от фашистов, 12 августа 1944 года было принято постановление № ГОКО-6372с «О переселении колхозников в районы Крыма» и в сентябре того же года в район приехали первые переселенцы, 428 семей, из Тамбовской области, а в начале 1950-х годов последовала вторая волна переселенцев. С 1954 года местами наиболее массового набора населения стали различные области Украины. С 25 июня 1946 года Барак в составе Крымской области РСФСР. Указом Президиума Верховного Совета РСФСР от 18 мая 1948 года, Барак переименовали в Синицино. 26 апреля 1954 года Крымская область была передана из состава РСФСР в состав УССР. На 15 июня 1960 года село числилось в составе Кировского поссовета. Указом Президиума Верховного Совета УССР «Об укрупнении сельских районов Крымской области», от 30 декабря 1962 года Кировский район был упразднён и село присоединили к Нижнегорскому. 1 января 1965 года, указом Президиума ВС УССР «О внесении изменений в административное районирование УССР — по Крымской области», вновь включили в состав Кировского. С 1968 года Синицино — центр сельсовета. На 1974 год в Синицыно числилось 907 жителей. По данным переписи 1989 года в селе проживало 1447 человек. С 12 февраля 1991 года село в восстановленной Крымской АССР, 26 февраля 1992 года переименованной в Автономную Республику Крым. С 21 марта 2014 года в составе Крыма аннексировано Россией.